# Głogowiany-Wrzosy
Głogowiany-Wrzosy – wieś w Polsce położona w województwie małopolskim, w powiecie miechowskim, w gminie Książ Wielki.
| SIMC    | Nazwa   | Rodzaj    |
| ------- | ------- | --------- |
| 0246480 | Kolonie | część wsi |

W latach 1975–1998 miejscowość należała administracyjnie do województwa kieleckiego.